# Limestone (hrabstwo Aroostook)
Limestone – jednostka osadnicza w Stanach Zjednoczonych, w stanie Maine, w hrabstwie Aroostook.